# أحمد عبود (ملاكم)
أحمد عبود (مواليد 1 أبريل 1970) هو ملاكم عراقي، مثّل بلاده في الألعاب الأولمبية الصيفية 1992.

## وصلات خارجية
أحمد عبود على موقع أوليمبيديا (الإنجليزية)